# لوبوختپولدر
لوبوختپولدر (به آلمانی: Leybuchtpolder) یک منطقهٔ مسکونی در آلمان است که در نوردن (فریزیای شرقی) واقع شده‌است. لوبوختپولدر ۴۶۱ نفر جمعیت دارد.